# Buhos
Buhos is een Spaanse poprockband uit Calafell en sinds 2003 actief.
De band bracht in 2005 de eerste cd uit, getiteld Canciones para no dormir. Een tweede cd volgde in 2007 met Rebelión en la plaza. De grote doorbraak kende Buhos begin 2009 met de derde cd, Radio Buhos met Nen dels vuitanta als succesvolste lied, en verschillende liedjes verwijzend naar FC Barcelona met El Chorreo en Titols i mes titols, op de melodie van hun eerdere productie Birres, als bekendste liedjes. In mei 2009 speelde Buhos op verzoek van het gemeentebestuur van Barcelona verschillende liedjes tijdens de viering van de gewonnen Spaanse landstitel en UEFA Champions League van FC Barcelona op het Plaça de Catalunya.

## Discografie
| Jaar | Cd                       |
| ---- | ------------------------ |
| 2005 | Canciones para no dormir |
| 2007 | Rebelión en la plaza     |
| 2009 | Radio Buhos              |
| 2014 | Natura Salvatge          |
| 2016 | Lluna Plena              |
| 2018 | La Gran Vida             |